# مرغ کشیش پشت‌طلایی
مرغ کشیش پشت‌طلایی (نام علمی: Euplectes aureus) نام یک گونه از سرده جولاهای چندزنه است.